# Iglesia de Nuestra Señora de la Asunción (Campanario)
La iglesia parroquial de Nuestra Señora de la Asunción situada en Campanario (Provincia de Badajoz, España) es una construcción de medianas proporciones levantada prácticamente en su totalidad a finales del siglo XV por D. Juan de Zúñiga con fábrica de mampostería y sillares en sus contrafuertes. Siguiendo los modelos típicos de la arquitectura rural de este tipo de edificios religiosos, la Parroquial, muestra en cada uno de sus elementos paralelos formales con el resto de obras extremeñas de tal índole. 

## Descripción
A la planta elemental, se le han ido añadiendo con el paso del tiempo abundantes cuerpos laterales o capillas abriéndose para ello espacios entre los contrafuertes. Son especialmente significantes, pues rompen con la armonía arquitectónica, las crujías adosadas al muro de la Epístola, cumpliendo con unas más que evidentes necesidades espaciales. Es en este lado donde se construyó la sacristía, en la parte de la cabecera del edificio. El juego de machones laterales, otorga al exterior un interesante contraste de volúmenes, sobre todo en el muro del Evangelio. 
El interior es una sola nave dividida en tres tramos con arcos fajones y cubierta originaria de alfarje de madera; mientras, el altar del templo se cubre con bóveda de crucería, levantada en época contemporánea por haberse desplomado. 
De los elementos más significativos cabría señalar las portadas, entre las que destacan, de las tres, la de los pies y Evangelio. De la más interesante y espectacular, la del mediodía, de estilo gótico, destaca su arco ojival, jambas a modo de finas columnas rematadas en capiteles,   restos de policromía decorativa y dos escudos de armas del Cardenal D. Juan de Zúñiga, último Maestre de la Orden de Alcántara que financió el edificio. Mención especial merecen los esgrafiados latinos y remate de bolas en la parte más alta del muro contigua al voladizo de tejas, ejemplos que ponen de manifiesto los elementos decorativos difundidos en tiempos de los RR. CC. de finales del XV.        
La monumental espadaña situada sobre la portada de los pies, con tres enormes huecos donde se ubican las campanas, es una obra contemporánea que vino a suplir la carencia de campanario, destruido tras una tormenta. 
Dentro de sus muros podemos contemplar varios retablos de los siglos XVIII y XIX como elementos más interesantes, conservándose algunas piezas barrocas de platería labrada de exquisita factura.
- Datos: Q5909412